# Винсент, Вирджиния
Вирджиния Винсент (Грохоски ), (3 мая 1918, Гошен, Нью-Йорк 3 октября 2013, Сан-Диего, Калифорния) — американская актриса .

## Биография
В кино Вирджиния Винсент сыграла второстепенные роли в двадцати одном американском фильме, первым из которых является "Калифорнийская лихорадка " Джозефа Кейна (1950, с Форрестом Такером и Адель Мара). ; последний выпущен в 1986 году.
Среди её работ роли в фильмах Я хочу жить ! Роберта Уайза (1958, со Сьюзен Хейворд и Саймоном Оклендом), "Некая встреча " Роберта Маллигана (1963, со Стивом МакКуином и Натали Вуд), "У холмов есть глаза " Уэса Крэйвена (1977, со Сьюзан Ланье и Робертом Хьюстоном) и «Эми» Винсента МакЭвити (1981, с Дженни Эгаттер и Барри Ньюманом).
На американском телевидении она появилась в семидесяти четырёх сериалах с 1952 года, в том числе " Перри Мейсон " (три эпизода, 1958—1960), "ФБР " (три эпизода, 1966—1971), " Восьми достаточно ".! (девять серий, 1977—1979), и в мыльной опере «Тихая пристань» (последнее появление на экране, одна серия, 1988).
Также была занята в трёх телефильмах: первые два транслировались соответственно в 1970 и 1972 годах. ; третий — " Приглашение в ад " Уэса Крэйвена (1984, с Робертом Урихом и Джоанной Кэссиди в главных ролях).
Наконец, в театре Вирджиния Винсент играла на Бродвее (Нью-Йорк), в частности, в трех пьесах, первой из которых была "Сумеречная прогулка " А. Б. Шиффрина (1951, с Нэнси Келли и Уолтером Маттау). ; второй — " Свадебный завтрак " Теодора Ривза (1954—1955, в главных ролях — Ли Грант и Энтони Франциоза). В последний раз она вернулась на Бродвей в качестве дублера в 1964 году.
Умерла в 2013 году в возрасте 95 лет .

## Частная жизнь
В её жизни было два мужа, Фрэнк Лондон и Джек Винсент .

## Избранная фильмография

### Кинотеатр
- 1950 г. : Калифорнийская лихорадка (Калифорнийский проход) Джозефа Кейна : Мази
- 1951 г. Компания, которую она держит , Джон Кромвель
- 1953 г. : Такси Грегори Ратофф : Гортензия
- 1957 г. : For Her Only One Man (История Хелен Морган) Майкла Кертиса : Сью
- 1958 г. : Я хочу жить ! Роберта Уайза : Пег
- 1958 г. : Черная орхидея Мартина Ритта : Альма Галло
- 1958 г. : Возвращение Дракулы Пола Ландреса : Дженни Блейк
- 1963 г. : Определенная встреча (Любовь с настоящим незнакомцем) Роберта Маллигана :Анна
- 1967 г. : Тони Ром опасен (Тони Ром) Гордона Дугласа : Салли Буллок
- 1968 г. : Сладкий ноябрь Роберта Эллиса Миллера : Шумахер
- 1969 г. : Смена привычки Уильяма А. Грэма : Паркер
- 1971 г. : Утка на миллион долларов Винсента МакЭвити : Юнис Хупер
- 1973 г. : Малыш Теда Поста : роль не указана
- 1974 г. : Аэропорт (аэропорт, 1975) Джека Смайта : Джина Арриба, пассажир
- 1976 г. : Сокровище Матекумбе, Винсент МакЭвити : тетя Лу
- 1977 г. : У холмов есть глаза Уэс Крэйвен : Этель Картер
- 1981 г.: Эми, Винсент МакЭвити : Эдна Хэнкок